# Halterofilismo nos Jogos Olímpicos de Verão de 1952
O halterofilismo nos Jogos Olímpicos de Verão de 1952 foi realizado entre 25 e 27 de julho, em Helsinque, na Finlândia, com sete eventos disputados, todos masculinos. Um total de 142 atletas representando 41 nações, participou. As competições ocorreram no Messuhalli II, ou Salão de Exposições II. Também contou como Campeonato Europeu de Halterofilismo de 1952.
A recém-criada categoria peso-meio-pesado foi incorporada aos Jogos para competidores de 82,5 a 90 kg. Com isso, a categoria peso-pesado passou a incluir competidores acima de 90 kg.
Desde os Jogos de 1928 três provas passaram a compor as competições no halterofilismo: o desenvolvimento (também conhecido como desenvolvimento militar ou prensa militar), o arranco e o arremesso. Para a classificação final, ou distribuição de medalhas, considerou-se a soma total dos melhores desempenhos alcançados nas três provas individuais.

## Eventos do halterofilismo
Masculino: até 56 kg | até 60 kg | até 67,5 kg | até 75 kg | até 82,5 kg | até 90 kg | acima de 90 kg

## Galo (–56 kg)
| Pos. | Atleta          | Nação                 | Desenvolvimento | Arranco | Arremesso | Total    |
| ---- | --------------- | --------------------- | --------------- | ------- | --------- | -------- |
|      | Ivan Udodov     | União Soviética (URS) | 90,0 kg         | 97,5 kg | 127,5 kg  | 315,0 kg |
|      | Mahmoud Namdjou | Irã (IRI)             | 90,0 kg         | 95,0 kg | 122,5 kg  | 307,5 kg |
|      | Ali Mirzai      | Irã (IRI)             | 95,0 kg         | 92,5 kg | 112,5 kg  | 300,0 kg |

## Pena (–60 kg)
| Pos. | Atleta              | Nação                   | Desenvolvimento | Arranco  | Arremesso | Total    |
| ---- | ------------------- | ----------------------- | --------------- | -------- | --------- | -------- |
|      | Rafael Tchimichkian | União Soviética (URS)   | 097,5 kg        | 105,0 kg | 135,0 kg  | 337,5 kg |
|      | Nikolai Saksonov    | União Soviética (URS)   | 095,0 kg        | 105,0 kg | 132,5 kg  | 332,5 kg |
|      | Rodney Wilkes       | Trinidad e Tobago (TRI) | 100,0 kg        | 100,0 kg | 122,5 kg  | 322,5 kg |

## Leve (–67,5 kg)
| Pos. | Atleta           | Nação                 | Desenvolvimento | Arranco  | Arremesso | Total    |
| ---- | ---------------- | --------------------- | --------------- | -------- | --------- | -------- |
|      | Tommy Kono       | Estados Unidos (USA)  | 105,0 kg        | 117,5 kg | 140,0 kg  | 362,5 kg |
|      | Ievgueni Lopatin | União Soviética (URS) | 100,0 kg        | 107,5 kg | 142,5 kg  | 360,0 kg |
|      | Verne Barberis   | Austrália (AUS)       | 105,0 kg        | 105,0 kg | 140,0 kg  | 350,0 kg |

## Médio (–75 kg)
| Pos. | Atleta         | Nação                | Desenvolvimento | Arranco  | Arremesso | Total    |
| ---- | -------------- | -------------------- | --------------- | -------- | --------- | -------- |
|      | Peter George   | Estados Unidos (USA) | 115,0 kg        | 127,5 kg | 157,5 kg  | 400,0 kg |
|      | Gerald Gratton | Canadá (CAN)         | 122,5 kg        | 112,5 kg | 155,0 kg  | 390,0 kg |
|      | Kim Sung-Jip   | Coreia do Sul (KOR)  | 122,5 kg        | 112,5 kg | 147,5 kg  | 382,5 kg |

## Pesado-ligeiro (–82,5 kg)
| Pos. | Atleta           | Nação                 | Desenvolvimento | Arranco  | Arremesso | Total    |
| ---- | ---------------- | --------------------- | --------------- | -------- | --------- | -------- |
|      | Trofim Lomakin   | União Soviética (URS) | 125,0 kg        | 127,5 kg | 165,0 kg  | 417,5 kg |
|      | Stanley Stanczyk | Estados Unidos (USA)  | 127,5 kg        | 127,5 kg | 160,0 kg  | 415,0 kg |
|      | Arkadi Vorobiov  | União Soviética (URS) | 120,0 kg        | 127,5 kg | 160,0 kg  | 407,5 kg |

## Meio-pesado (–90 kg)
| Pos. | Atleta             | Nação                   | Desenvolvimento | Arranco  | Arremesso | Total    |
| ---- | ------------------ | ----------------------- | --------------- | -------- | --------- | -------- |
|      | Norbert Schemansky | Estados Unidos (USA)    | 127,5 kg        | 140,0 kg | 177,5 kg  | 445,0 kg |
|      | Grigori Novak      | União Soviética (URS)   | 140,0 kg        | 125,0 kg | 145,0 kg  | 410,0 kg |
|      | Lennox Kilgour     | Trinidad e Tobago (TRI) | 125,0 kg        | 120,0 kg | 157,5 kg  | 402,5 kg |

## Pesado (+90 kg)
| Pos. | Atleta            | Nação                | Desenvolvimento | Arranco  | Arremesso | Total    |
| ---- | ----------------- | -------------------- | --------------- | -------- | --------- | -------- |
|      | John Davis        | Estados Unidos (USA) | 150,0 kg        | 145,0 kg | 165,0 kg  | 460,0 kg |
|      | James Bradford    | Estados Unidos (USA) | 140,0 kg        | 132,5 kg | 165,0 kg  | 437,5 kg |
|      | Humberto Selvetti | Argentina (ARG)      | 150,0 kg        | 120,0 kg | 162,5 kg  | 432,5 kg |

## Quadro de medalhas
| Pos.               | País                  | Ouro | Prata | Bronze | Total |
| ------------------ | --------------------- | ---- | ----- | ------ | ----- |
| 1                  | USA Estados Unidos    | 4    | 2     | 0      | 6     |
| 2                  | URS União Soviética   | 3    | 3     | 1      | 7     |
| 3                  | IRI Irã               | 0    | 1     | 1      | 2     |
| 4                  | CAN Canadá            | 0    | 1     | 0      | 1     |
| 5                  | TRI Trinidad e Tobago | 0    | 0     | 2      | 2     |
| 6                  | ARG Argentina         | 0    | 0     | 1      | 1     |
| 6                  | AUS Austrália         | 0    | 0     | 1      | 1     |
| 6                  | KOR Coreia do Sul     | 0    | 0     | 1      | 1     |
| Total (8 entradas) | Total (8 entradas)    | 7    | 7     | 7      | 21    |